# Scheepsworm
De scheepsworm (Psiloteredo megotara) is een tweekleppigensoort uit de familie van de Teredinidae. De wetenschappelijke naam van de soort is voor het eerst geldig gepubliceerd in 1848 door Hanley in Forbes & Hanley.

## Beschrijving
Bij dit schelpdier zijn de twee schelpen gereduceerd tot kleine deeltjes aan de kop waarmee hij zich in hout boort. Het lijf is zachter en is enkele cm tot een meter. Het leeft op hout onder water en blijven in normale situaties hun hele leven in dat hout. Doordat ze erin kropen op jonge leeftijd is de opening aan de buitenkant klein. Via twee buisjes aan de achterzijde, dat hij net buiten het hout steekt, heeft hij contact met de buitenkant. Deze worden gebruikt voor ademhaling, extra voeding en uitscheiding. In hun kieuwen leven bacteriën die ze via de moeder eicel reeds meekregen. Deze bacteriën verteren het hout tot voor de scheepsworm bruikbare energie leverende stoffen.